# Filón z Larissy
Filón z Larissy (řecky: Φίλων ὁ Λαρισσαῖος; asi 159 př. n. l.? Larisa – asi 84 př. n. l.? Řím) byl strarořecký filozof 2. a 1. století př. n. l. Byl posledním známým scholarchou Platónské akademie, jejíhož vedení se ujal kolem roku 110 př. n. l. Jeho předchůdce a učitel Karneadés, stejně jako třeba Arkesiláos z Pitany, odmítali zaujímat jakékoli postoje, protože nevěřili v možnost jejich racionálního podepření. Filón v čele akademie prosadil skepticismus mírnější, který umožňoval nabývat alespoň provizorních přesvědčení. Později se Filón věnoval etice, uznával v ní hodnotící kritéria a odmítal stoický koncept epoché. Athénskou akademii pod jeho vedením rozprášila hrozba mithridatských válek. Řada akademiků před nimi uprchla do jiných měst. Sám Filón v roce 88 př. n. l. utekl do Říma, kde dožil. Jeho tamní přednášky silně ovlivnily Cicera a právě z nich Cicero načerpal svůj skepticismus. V Římě Filón také vydal své nejznámější dílo, Římské knihy. To se však nedochovalo, stejně jako žádné z dalších jeho děl.